# 溫斯洛岩
溫斯洛岩（英語：Winslow Rock），是南極洲的岩石，位於比斯科群島的拉瓦錫島東部，由英國南極名稱諮詢委員會以美國生理學家命名，現時由南極條約體系管理。